# Medida de conservación energética
Una medida de conservación energética (ECM) es cualquier tipo de proyecto realizado o tecnología implementada para reducir el consumo de energía en un edificio. Los tipos de proyectos implementados pueden ser de diversas formas, pero generalmente están diseñados para reducir los costos de los servicios públicos: el agua, la electricidad y el gas son los tres principales para las empresas industriales y comerciales. El objetivo de un ECM debe ser lograr un ahorro, reduciendo la cantidad de energía utilizada por un proceso, tecnología o instalación en particular. 
Las medidas de conservación de la energía a menudo se combinan en contratos de rendimiento de ahorro de energía más grandes garantizados para maximizar el ahorro de energía y minimizar las interrupciones para los ocupantes de los edificios mediante la coordinación de renovaciones. Algunos ECM cuestan menos de implementar, pero generan un mayor ahorro de energía.  Tradicionalmente, los proyectos de iluminación eran un buen ejemplo de "fruta de baja pendiente"  que podría usarse para impulsar la implementación de mejoras más sustanciales a los sistemas de HVAC en grandes instalaciones. Los edificios más pequeños pueden combinar el reemplazo de ventanas con el aislamiento moderno utilizando espumas de construcción avanzadas para mejorar el rendimiento energético. Los proyectos de paneles de energía son un nuevo tipo de ECM que se basa en el cambio de comportamiento de los ocupantes de edificios para ahorrar energía. Cuando se implementan como parte de un programa, los estudios de casos (como el de las Escuelas del Distrito de Columbia) reportan ahorros de energía de hasta un 30%. Bajo las circunstancias adecuadas, los paneles de energía abierta pueden incluso implementarse de forma gratuita para mejorar aún más estos ahorros. 
Sobre una base global, la eficiencia energética funciona tras bambalinas para mejorar nuestra seguridad energética, reducir nuestras facturas de energía y acercarnos más a nuestros objetivos climáticos. Según la AIE, alrededor del 40% del mercado global de eficiencia energética se financia con deuda y capital. La inversión en rendimiento energético es un mecanismo de financiamiento mediante el cual los ECM pueden implementarse ahora y pagarse con los ahorros realizados durante la vida del proyecto.  Si bien los 50 estados, Puerto Rico y Washington D. C., tienen estatutos que les permiten a las compañías ofrecer contratos de desempeño de ahorro de energía, el éxito varía debido a las variaciones en el enfoque, el grado de participación del estado y otros factores. Los hogares y las empresas están implementando medidas de eficiencia energética que incluyen iluminación de bajo consumo, aislamiento e incluso tableros de instrumentos de alta tecnología para reducir las facturas al evitar el desperdicio y aumentar la productividad. 
Las empresas que implementan ECM en sus edificios comerciales a menudo emplean compañías de servicios energéticos (ESCO) con experiencia en contratos de rendimiento energético. Esta industria ha existido desde la década de 1970 y hoy prevalece más que nunca. La organización estadounidense EVO (Efficiency Valuation Organization) ha creado un conjunto de directrices para que las ESCO se adhieran a la evaluación de los ahorros logrados por los ECM. Estas pautas se denominan Protocolo Internacional de Medición y Verificación del Desempeño (IPMVP). 
Los propietarios de viviendas que implementan ECM en sus edificios residenciales a menudo comienzan con una auditoría de energía. Esta es una forma en que los propietarios de viviendas ven qué áreas de sus hogares están usando y posiblemente perdiendo energía. Los auditores de energía residencial están acreditados por el Building Performance Institute (BPI) o la Red de Servicios de Energía Residencial ( RESNET ). Los propietarios pueden contratar a un profesional o hacerlo ellos mismos o usar un teléfono inteligente para ayudar a realizar una auditoría.

## Tipos de medidas de conservación de energía
Energy Dashboards combina la medición inteligente y las tecnologías de Internet para proporcionar datos en tiempo real sobre el uso de la energía. Su éxito se basa en la premisa de que la retroalimentación en tiempo real impulsa el cambio de comportamiento y mejora la eficiencia operativa. Los paneles de energía se utilizan para habilitar competiciones de reducción de energía, mostrar el rendimiento del edificio en tiempo real y las características de construcción ecológica, y capacitar a los ocupantes para que se conviertan en participantes activos en la gestión de la energía. Los equipos de sostenibilidad de grandes corporaciones, gobiernos, universidades y escuelas públicas K – 12 usan paneles de energía como una herramienta de comunicación efectiva que crea transparencia. 
- BACnet + Drupal
- Automatización de edificios
- Medidor de gas
- Automatización del hogar
- Red inteligente y medidor inteligente
- Medición de agua

### Aislamiento
El aislamiento disminuye las pérdidas térmicas en climas fríos y las ganancias térmicas en climas cálidos, reduciendo así las cargas de HVAC. 
- Aislamiento de la casa
- Aislamiento térmico
- Aislamiento de algodón
- Aislamiento de lana natural.
- VOCs en fibra de vidrio aislante
- Aislante de celulosa

### Iluminación
Una de las formas más sencillas en que los consumidores ahorran una gran cantidad de energía es cambiando la bombilla incandescente por una lámpara fluorescente compacta (CFL).  Un CFL de 15W es capaz de proporcionar tanta luz como un incandescente de 60W, mientras que consume solo un cuarto de la cantidad de energía.
- Lámpara compacta fluorescente
- Bombillas fluorescentes
- Iluminación LED
- Retrofit lineal de fluorescencia (T12 a T8)
- Luces del cielo
- Ventanas inteligentes
- Linterna cargada solar
- Luces solares

### Agua
El promedio de hogares en los Estados Unidos desperdicia miles de galones de agua al año. Hay muchas soluciones de ahorro de agua que también ahorran energía.
- Cabezales de ducha de 1.6 gpm o menos de flujo bajo
- Inodoro de descarga ultra baja
- Inodoros de compostaje
- Aireador de grifo

### Ventanas
Las ventanas puede ser uno de los mayores factores que contribuyen a la pérdida de energía y los espacios incómodos. Las personas podrían encontrar que algunos ECM relacionados con las ventanas son más rentables que otros, como cortinas térmicas, películas o ventanas inteligentes .   